# Kommuna (Daguestan)
|  | Per a altres significats, vegeu «Kommuna». |

Kommuna (en rus: Коммуна) és un poble del Daguestan, a Rússia, que el 2019 tenia 734 habitants. Pertany al districte rural de Gunib.